# Liederbach am Taunus
Pour les articles homonymes, voir Taunus (homonymie).
Liederbach am Taunus est une commune du district de Darmstadt en Hesse (Allemagne) comptant environ 9 000 habitants.

## Géographie
Elle est située à 20 km à l'ouest du centre de Francfort-sur-le-Main mais est frontalière avec le quartier d'Unterliederbach. Deux quartiers composent la ville : Niederhofheim sur la partie ouest de la commune et Oberliederbach sur la partie est.

## Histoire
Les villages de Niederhofheim, Oberliederbach et Unterliederbach ont été vraisemblablement fondés vers 550. La première mention documentée du lieu sous le nom de Leoderbach remonte à 791 en tant que possession de l'abbaye de Lorsch. En 1100, le fief de Leoderbach devient propriété des seigneurs d'Eppstein. Ceux-ci vendent en 1492 le village au landgraviat de Hesse. Au XVIIe siècle, la réforme protestante fait son apparition à Liederbach.
Les communes d'Oberliederbach, Unterliederbach et Niederhofheim passent en 1803 sous la coupe de la maison Nassau-Usingen puis six ans plus tard sous le duché de Nassau unifié. Après la Guerre austro-prussienne, les trois communes sont rattachés à la province de Hesse-Nassau. En 1917, Unterliederbach fut rattaché à la ville de Höchst qui fut elle-même intégrée à la ville de Francfort-sur-le-Main en 1928. Cette même année, Oberliederbach et Niederhofheim furent de leur côté intégré à l'arrondissement de Main-Taunus.
Dans le cadre de la réforme communale de la Hesse, les deux communes fusionnent le 31 décembre 1971 pour fonder la commune de Liederbach.

## Politique

### Bourgmestre
De 1979 à 2008, Gerhard Lehner était le bourgmestre de Liederbach. En Janvier 2009, Eva Söllner (CDU) devint la première bourgmestre de la commune.

### Jumelage
La commune de Liederbach am Taunus est jumelée avec :
- Villebon-sur-Yvette (France) depuis 1986
- Frauenwald (Allemagne) depuis 1990
- Verwood (Angleterre) depuis 1992
- Saldus (Lettonie) depuis 2004
- Pietrowice Wielkie (Pologne) depuis 2007

## Transport

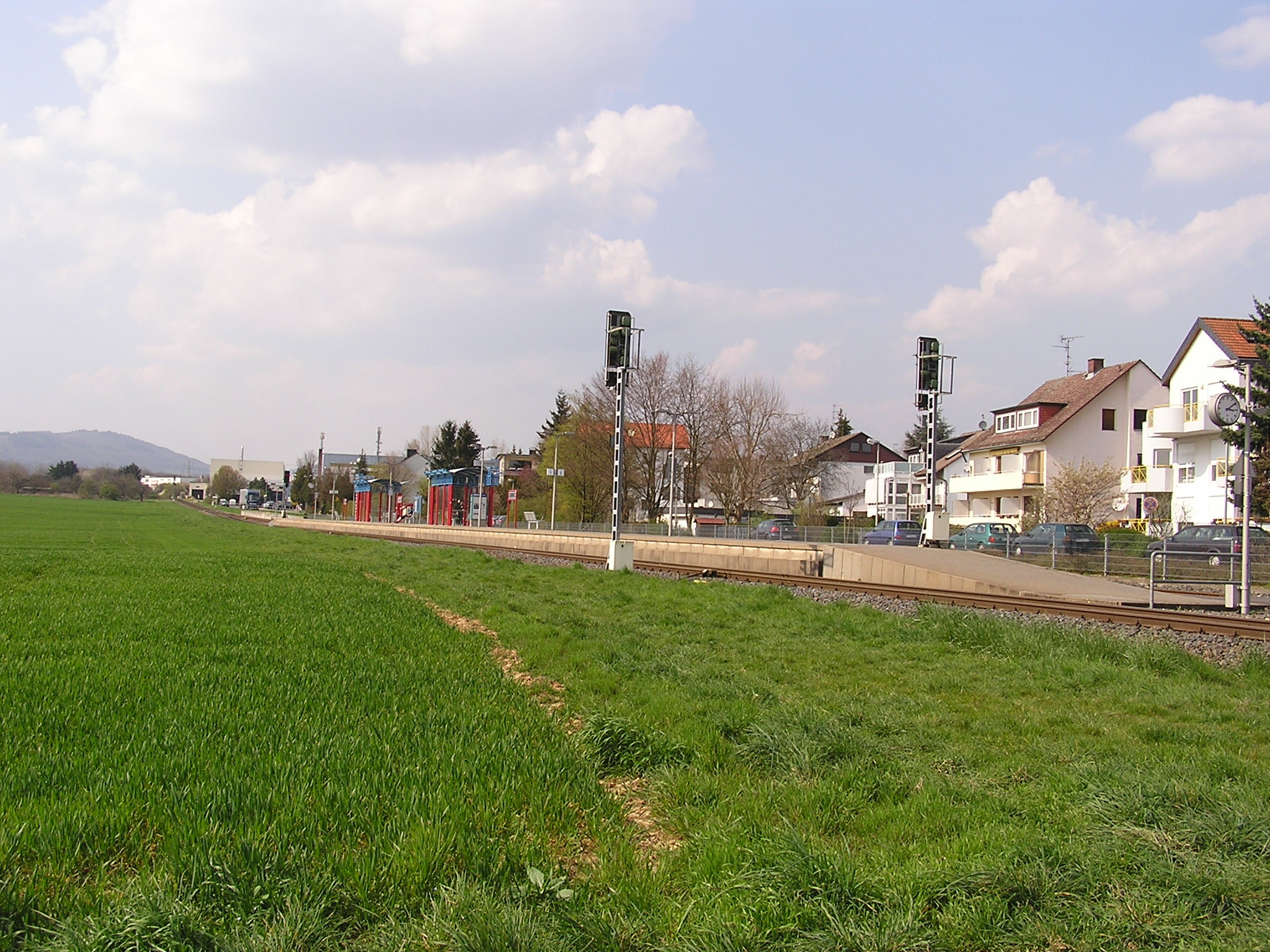
Gare de Liederbach

La ville est desservie par la Königsteiner Bahn avec deux arrêts, Liederbach et Liederbach Süd, sur une ligne de train reliant Königstein im Taunus et Francfort-sur-le-Main. La Bundesautobahn 66 qui relie Francfort-sur-le-Main à Wiesbaden passe à proximité de la ville.